# Victor Kimutai
Victor Kimutai Chumo (19 marzo 1987) è un maratoneta e mezzofondista keniota.

## Biografia
Nel 2015 si è piazzato in quinta posizione nei 5000 m ai Giochi Panafricani.

## Palmarès
| Anno | Manifestazione     | Sede  | Evento       | Risultato | Prestazione | Note |
| ---- | ------------------ | ----- | ------------ | --------- | ----------- | ---- |
| 2019 | Giochi panafricani | Rabat | 5000 m piani | 5º        | 13'24"80    |      |

## Campionati nazionali
2012
- 9º al Meeting international Mohammed VI d'athlétisme de Rabat ( Rabat), 5000 m piani - 13'12"67

2015
- Oro al Giro Media Blenio ( Dongio) - 28'20"

2016
- 5º alla Stramilano ( Milano) - 1h02'47"
- 7º al Giro Media Blenio ( Dongio) - 29'17"

2020
- Oro alla Mezza maratona di Barcellona ( Barcellona) - 59'58"

2022
- 54º alla Maratona di Amburgo ( Amburgo) - 2h34'43"